# ライヴ・イン・ジャパン (ジョージ・ハリスンのアルバム)
『ライヴ・イン・ジャパン』（Live in Japan）は、1992年7月10日に発表されたジョージ・ハリスンのライブ・アルバムである。1991年12月1日から17日にかけて行われた、エリック・クラプトンとのジョイント・ツアーの模様が収録されている。

## 解説
エリック・クラプトンと彼のバック・バンドを率いて1991年12月に日本で行われた、ジョージ・ハリスンにとって実に17年ぶりとなったコンサート・ツアーから、クラプトンがリード・ヴォーカルを務めた楽曲を除いた19曲を収めたライヴ・アルバム。プロデューサーのスパイク&ネルソン・ウィルベリーとは、ハリスンが覆面プロジェクト「トラヴェリング・ウィルベリーズ」のアルバムの中で使用した2つの変名であり、すなわち本作は彼自身によるセルフ・プロデュース作品である。
全米で最高126位、全英ではチャートインなしという結果に終わったものの、アルバムが録音された日本のチャートでは堅調な売れ行きを見せ、オリコンのアルバムチャートで初登場15位にランクインした。アルバムの発表後には、イギリスのジェネシス出版から3000部限定でハリスンの直筆サインが入った同名の豪華本が出版されている。ツアーメンバーの回想録とコンサートの模様を撮影した写真から構成されたこの本には、付録に同内容の2枚のCDが付いていた。また、このアルバムに採用されているテイクの録音日の詳細なども記されている。
当初録音予定がなかったが、ハリスンの意向で終盤の大阪公演以降に録音機材がセットされたため、ツアー初日に演奏された「Fish on the Sand」「Love Comes to Everyone」は未収録。また、「Piggies」の後にエリック・クラプトンによる「Pretending」「Old Love」「Badge」「Wonderful Tonight」も演奏されたが、これらも未収録。「Roll Over Beethoven」中盤のドラム〜パーカッション・ソロもカットされている。
ビデオ収録機材は用意されなかったが、会場の大型スクリーン用カメラの映像が残されている。一部はギターメーカーFritz Bros等に提供され公開されていたが、2004年の『The Dark Horse Years 1976-1992』、2006年の『Living In The Material World』に収録されるまでソフト化されなかった。
日本では1997年に薄型のジュエルケース仕様での廉価版が限定で再発売されたが、その後レコード会社との契約切れで廃盤になっていた。2004年にデジタルリマスターとリミックスを施されて数枚のスタジオ録音作品とともに再発売された。他のアルバムの再発盤がリマスターのみにとどまっていたのに対して、このアルバムだけはSACDでの発売で新たにサラウンド・ミックスが制作され、ステレオトラックもサラウンドミックスをダウンミックスしたものが収録されているため、歓声の大きさや位置、トラックの長さなどがオリジナルとやや異なっている。また、他のアルバムはCD-DA（東芝EMIからリリースされた日本盤はCCCD）での再発だったが、このアルバムのみSACDとのハイブリッド仕様となっている。

## 収録曲
- All Songs by George Harrison (Except where Noted)

1. アイ・ウォント・トゥ・テル・ユー - I Want To Tell You (4:33)
2. オールド・ブラウン・シュー - Old Brown Shoe (3:51)
3. タックスマン - Taxman  - (4:16)
4. ギヴ・ミー・ラヴ - Give Me Love (Give Me Peace On Earth) (3:37)
5. 恋をするなら - If I Needed Someone (3:50)
6. サムシング - Something (5:21)
7. 美しき人生 - What Is Life (4:47)
8. ダーク・ホース - Dark Horse  (4:20)
9. ピッギーズ - Piggies (2:56)
10. セット・オン・ユー - Got My Mind Set on You (4:56)
(Composed by Rudy Clark)
11. クラウド・ナイン - Cloud 9 (4:23)
12. ヒア・カムズ・ザ・サン - Here Comes The Sun (3:31)
13. マイ・スウィート・ロード - My Sweet Lord (5:42)
14. 過ぎ去りし日々 - All Those Years Ago (4:26)
15. チアー・ダウン - Cheer Down (3:53)
(Lylics by Tom Petty)
16. デヴィルズ・レイディオ - Devils Radio (4:25)
17. イズント・イット・ア・ピティー - Isn't It A Pity (6:33)
18. ホワイル・マイ・ギター・ジェントリー・ウィープス - While My Guitar Gently Weeps (7:08)
19. ロール・オーバー・ベートーヴェン - Roll Over Beethoven (4:45)
(Composed by Chuck Berry)

※演奏時間は1992年に発売された初発盤のもの。2004年にリリースされた現行盤では一部トラックの演奏時間の長さが大きく異なる。

## 演奏者
- George Harrison - Lead vocals, guitars
- Eric Clapton - Guitar, backing vocals
- Andy Fairweather-Low - Guitar, backing vocals
- Greg Phillinganes - Keyboards, backing vocals
- Chuck Leavell - Keyboards, backing vocals
- Nathan East - Bass, backing vocals
- Steve Ferrone - Drums
- Ray Cooper - Percussion
- Katie Kissoon - Backing vocals.
- Tessa Niles - Backing vocals.